# دارایی در خطر

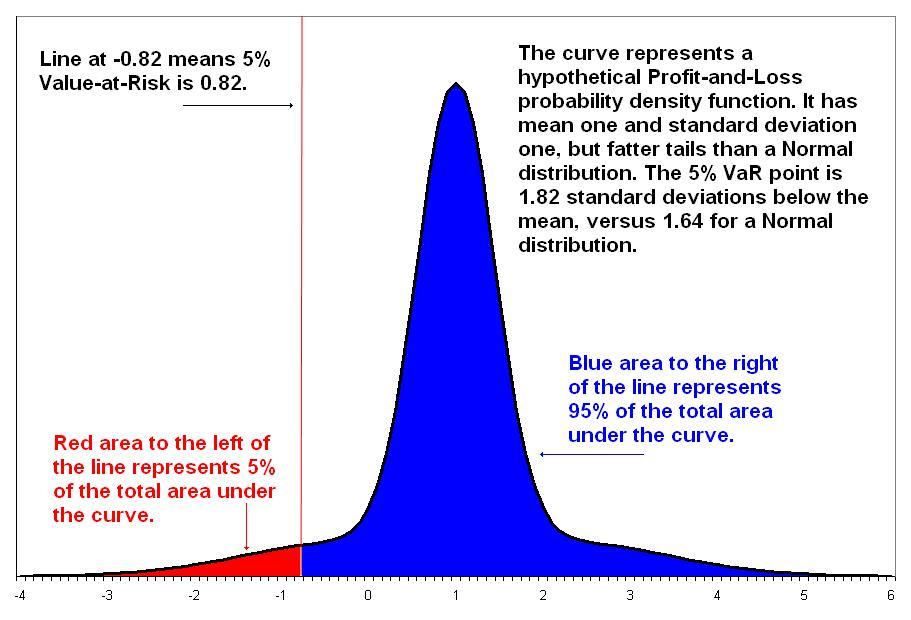
ارزش‌های مخاطره‌پذیر

دارایی‌درخطر یا ارزش‌های مخاطره‌پذیر(به انگلیسی: Value at Risk) ، روش ارزیابی و تشخیص مخاطره است که از شگردهای آماری استاندارد است که به طور روزمره در زمینه‌های تکنیکی دیگر نیز به کار می‌رود. به طور قراردادی، ارزش‌های مخاطره‌پذیر بیشترین زیان مورد انتظار را در افق زمانی مشخص در سطح اطمینان معین اندازه‌گیری می‌نماید. برای مثال، یک بانک ممکن است اعلام کند ارزش‌های مخاطره‌پذیر روزانه خرید و فروش پرتفوی بانک در سطح اطمینان 99 درصد، 35 میلیون دلار است. به عبارت دیگر، تنها در یک مورد از 100 معامله روزانه ممکن است ضرر و زیانی بیش از 35 میلیون دلار رخ بدهد. این عدد منفرد (منظور ارزش‌های مخاطره‌پذیر است)، چگونگی مواجهه بانک با ریسک بازار را به طور خلاصه نشان می‌دهد. شایان ذکر است که ارزش‌های مخاطره‌پذیر، ریسک را برحسب دلار اندازه می‌گیرد.
سهام‌داران و مدیران مؤسسات مالی می‌توانند تصمیم‌گیری کنند که آیا با این سطح از ریسک، آسوده خاطر هستند یا خیر. اگر پاسخ منفی باشد، باید پروسه‌ای که منجر به محاسبه دارایی‌درخطر شود، طی تا معین گردد که ریسک در کجا باید اصلاح شود.
ارزش‌های مخاطره‌پذیر برعکس اندازه‌گیری‌های سنتی ریسک، نمایی کلی و جامع از ریسک پرتفو که برای محاسبه میزان بدهی به دارایی و هم‌بستگی‌ها و وضعیت‌های جاری به کار می‌رود، ارائه می‌نماید. در نتیجه ارزش‌های مخاطره‌پذیر، واقعاً سنجش ریسک با نگاهی آینده‌نگر است. ارزش‌های مخاطره‌پذیر نه تنها در تمام شعب بانک بلکه برای تمام انواع اسناد مالی کارایی دارد. به علاوه روش‌شناسی ارزش‌های مخاطره‌پذیر می‌تواند از ریسک بازار به انواع دیگری از ریسک‌های مالی تعمیم یابد.
مدل ارزش‌های مخاطره‌پذیر دربردارنده سه عامل اصلی است که عبارت‌اند از "افق زمانی سنجش و پیش‌بینی ریسک"، "درجه اطمینان پیش‌بینی" و "میزان سرمایه".

## رویکردهای محاسبه ارزش‌های مخاطره‌پذیر
1. رویکردهای پارامتری
  1. روش میانگین متحرک MA (نرمال و t-student)
  2. روش میانگین متحرک نمائی EWMA) Riskmetrics) (نرمال و t-student)
  3. روش خودکاهش شرطی واریانس ناهمسانی (نرمال و t-student)
2. رویکردهای غیرپارامتری
  1. روش شبیه‌سازی تاریخی
  2. روش شبیه‌سازی تاریخی هیبریدی (Hybrid Historical Simulation)
  3. روش شبیه‌سازی تاریخی متقارن (Antithetic Historical Simulation)